# Al-Mahwit
Al-Mahwit (arab. المحويت, trl. Al-Maḩwīt) – miasto w zachodnim Jemenie, stolica muhafazy Al-Mahwit. W 2004 roku liczyło ok. 13 tys. mieszkańców.